# 唐納利 (阿拉斯加州)
唐納利（英語：Donnelly）是位於美國阿拉斯加州東南費爾班克斯人口普查區的一個非建制地區。該地的面積和人口皆未知。

## 地理
唐納利的座標為63°40′25″N 145°53′00″W / 63.67361°N 145.88333°W，而該地的平均海拔高度為544米（即1785英尺）。